# Du

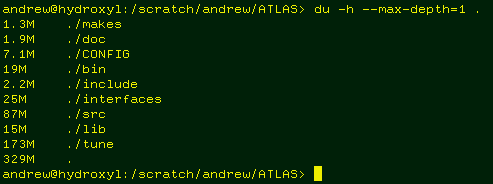
Пример вывода информации программой du

du (аббревиатура от англ. disk usage) — стандартная Unix-программа для оценки занимаемого файлового пространства. Появилась в первой версии AT&T UNIX. По умолчанию показывает размер файлового пространства, занимаемого каждым файлом и каталогом в текущем каталоге. Чтобы указать другой путь для работы, необходимо поместить его первым параметром.

## Примеры
Подсчитать итоговый размер заданного каталога в блоках:
```
  me@host:~$ 
du -s Downloads

  22520024	Downloads
```

Подсчитать итоговый размер занимаемый текущим каталогом и вывести в удобной для человека форме:
```
  me@host:~$ 
du -sh

  26G		.
```

Подсчитать в мегабайтах размеры папок и их общий размер:
```
  me@host:~$ 
du -scm Downloads doc

  21993	Downloads
  36		doc
  22028	итого
```